# Марян Радески
Марян Радески (на македонска литературна норма: Марјан Радески) е футболист от Северна Македония, който играе като полузащитник за Академия Пандев.

## Кариера
Радески стартира кариерата си с ФК 11 октомври през 2011 г., преди да бъде трансфериран в Металург Скопие сезон по-късно. През 2013 г. печели наградата за млад играч на сезона.

## Успехи
Шкендия Тетово
- Купа на Македония: 2016